# Shangtuhai (sockenhuvudort i Kina, Inner Mongolia Autonomous Region, lat 41,18, long 111,31)
Shangtuhai är en sockenhuvudort i Kina. Den ligger i den autonoma regionen Inre Mongoliet, i den norra delen av landet, omkring 50 kilometer nordväst om regionhuvudstaden Hohhot. Antalet invånare är 12 711. Befolkningen består av 6 064 kvinnor och 6 647 män. Barn under 15 år utgör 9,0 %, vuxna 15-64 år 75 %, och äldre över 65 år 15,0 %.
Runt Shangtuhai är det ganska glesbefolkat, med 31 invånare per kvadratkilometer. Det finns inga andra samhällen i närheten. Trakten runt Shangtuhai består i huvudsak av gräsmarker.
Genomsnittlig årsnederbörd är 539 millimeter. Den regnigaste månaden är juli, med i genomsnitt 143 mm nederbörd, och den torraste är januari, med 4 mm nederbörd.